# 53. Oscar-gála
Az 53. Oscar-gálát, a Filmakadémia díjátadóját 1981. március 31-én tartották meg. A gálaestre eredetileg március 30-án került volna sor, de Washingtonban egy merénylő rálőtt Ronald Reagan amerikai elnökre, ezért másnapra halasztották a díjak átadását. Nyolc jelölést kapott Az elefántember és a Dühöngő bika, ezekből az utóbbi csak két díjat tudott megnyerni. Robert Redford-ot mint színész elkerülte az Oscar-díj, most mint rendező tudott nyerni az Átlagemberekkel. A 20 éves Timothy Hutton a férfi mellékszereplő díjával, lett a legfiatalabb Oscar-díjas. Negyvenhat évi filmszínészi pályafutása jutalmául Henry Fonda Életmű díjat kapott.
Megszületett az első magyar Oscar-díj is, Rofusz Ferenc animációs rövidfilmje A légy nyerte a rövidfilmek kategóriáját. Szabó István filmje a Bizalom pedig a legjobb idegen nyelvű filmek között szerepelt jól.

## Kategóriák és jelöltek
nyertesek félkövérrel jelölve

### Legjobb film
- Átlagemberek – Wildwood, Paramount – Ronald L. Schwary
  - Dühöngő bika – Chartoff-Winkler, United Artists – Irwin Winkler és Robert Chartoff
  - Egy tiszta nő (Tess) – Renn-Burrill Société Française de Production (S.F.P.), Columbia – Claude Berri és Timothy Burrill
  - Az elefántember (The Elephant Man) – Brooksfilms, Paramount – Jonathan Sanger
  - A szénbányász lánya – Schwartz, Universal – Bernard Schwartz

### Legjobb színész
- Robert De Niro  –  Dühöngő bika
  - Robert Duvall       –  A nagy Santini
  - John Hurt           –  Az elefántember (The Elephant Man)
  - Jack Lemmon         –  Tisztelgés
  - Peter O’Toole       –  A kaszkadőr

### Legjobb színésznő
- Sissy Spacek  –  A szénbányász lánya (Coal Miner's Daughter)
  - Ellen Burstyn  –  Resurrection
  - Goldie Hawn  –  Benjamin közlegény (Private Benjamin)
  - Mary Tyler Moore  –  Átlagemberek (Ordinary People)
  - Gena Rowlands  –   Gloria

### Legjobb férfi mellékszereplő
- Timothy Hutton  –  Átlagemberek
  - Judd Hirsch  –  Átlagemberek
  - Michael O'Keefe  –  A nagy Santini
  - Joe Pesci  –  Dühöngő bika
  - Jason Robards  –  Melvin és Howard

### Legjobb női mellékszereplő
- Mary Steenburgen – Melvin és Howard
  - Eileen Brennan – Benjamin közlegény
  - Eva Le Gallienne – Feltámadás
  - Cathy Moriarty – Dühöngő bika
  - Diana Scarwid – Inside Moves

### Legjobb rendező
- Robert Redford – Átlagemberek
  - David Lynch – Az elefántember (The Elephant Man)
  - Roman Polański – Egy tiszta nő (Tess)
  - Richard Rush – A kaszkadőr
  - Martin Scorsese – Dühöngő bika

### Legjobb eredeti forgatókönyv
- Melvin and Howard – Bo Goldman
  - Benjamin közlegény – Nancy Meyers, Charles Shyer, Harvey Miller
  - Bilincs – W. D. Richter, Arthur Ross
  - Hírnév (Fame) – Christopher Gore
  - Mon oncle d'Amérique – Jean Gruault, Henri Laborit

### Legjobb adaptált forgatókönyv
- Átlagemberek – Alvin Sargent forgatókönyve Judith Guest regénye alapján
  - Breaker Morant – Jonathan Hardy, David Stevens, Bruce Beresford forgatókönyve Kenneth Ross színműve alapján
  - A szénbányász lánya – Tom Rickman forgatókönyve Loretta Lynn és George Vecsey életrajza alapján
  - Az elefántember (The Elephant Man) – Christopher De Vore, Eric Bergren, David Lynch forgatókönyve Ashley Montagu: Sir Frederick Treves és The Elephant Man: A Study in Human Dignity című művei alapján
  - A kaszkadőr – Lawrence B. Marcus, Richard Rush forgatókönyve Paul Brodeur regénye alapján

### Legjobb operatőr
- Geoffrey Unsworth és Ghislaine Cloquet, Egy tiszta nő (Tess)
  - Nestor Almendros, A kék lagúna
  - Ralf D. Bode, A szénbányász lánya
  - Michael Chapman, Dühöngő bika
  - James Crabe, The Formula

### Látványtervezés és díszlet
- Pierre Guffroy, Jack Stephens – Egy tiszta nő (Tess)
  - John W. Corso, John M. Dwyer – A szénbányász lánya
  - Stuart Craig, Robert Cartwright, Hugh Scaife – Az elefántember (The Elephant Man)
  - Norman Reynolds, Leslie Dilley, Harry Lange, Alan Tomkins, Michael D. Ford – Star Wars: A Birodalom visszavág (The Empire Strikes Back)
  - Yoshiro Muraki – Árnyéklovas

### Legjobb vágás
- Dühöngő bika – Thelma Schoonmaker
  - Coal Miner's Daughter – Arthur Schmidt
  - The Competition – David Blewitt
  - Az elefántember (The Elephant Man) – Anne V. Coates
  - Hírnév (Fame) – Gerry Hambling

### Legjobb vizuális effektus
- Brian Johnson, Richard Edlund, Dennis Muren, Bruce Nicholson – Star Wars: A Birodalom visszavág (The Empire Strikes Back) – (vizuális effektus)

### Legjobb idegen nyelvű film
- Moszkva nem hisz a könnyeknek (Москва слезам не верит) (Szovjetunió) – Moszfilm Stúdió, Satra, Szovexportfilm – producer- Vlagyimir Valentyinovics Menysov rendező
  - Bizalom (Magyarország) – Mafilm, Objektív Filmstúdió – producer – Szabó István rendező
  - Az utolsó metró – (Le Dernier métro) (Franciaország) – Les Films du Carrosse, Société Française de Production (SFP), Sédif Productions, TF1 Films Productions – François Truffaut producer és rendező
  - Árnyéklovas (影武者) (Japán) – Toho – Kuroszava Akira producer és rendező
  - The Nest (El nido) (Spanyolország) – A-Punto ELSA, Cinespania S. A. – producer – Jaime de Armiñán rendező

### Legjobb eredeti filmzene
- Hírnév (Fame) – Michael Gore
  - Változó állapotok (Altered States) – John Corigliano
  - Az elefántember (The Elephant Man) – John Morris
  - Star Wars: A Birodalom visszavág (The Empire Strikes Back) – John Williams
  - Egy tiszta nő (Tess) – Philippe Sarde

## Statisztika

### Egynél több jelöléssel bíró filmek
- 8: Az elefántember (The Elephant Man), Dühöngő bika (Raging Bull)
- 7: A szénbányász lánya (Coal Miner's Daughter)
- 6: Fame, Átlagemberek (Ordinary People), Tess
- 3: The Empire Strikes Back, Melvin és Howard, Benjamin közlegény (Private Benjamin), The Stunt Man
- 2: Altered States, The Competition, A nagy Santini (The Great Santini), Kagemusha, Resurrection

### Egynél több díjjal bíró filmek
- 4: Ordinary People
- 3: Tess
- 2: Fame, Melvin and Howard, Raging Bull

## Külső hivatkozások
- Az 1981. év Oscar-díjasai az Internet Movie Database-ben